# كارول كويغلي
كان كارول كويغلي (9 نوفمبر 1910- 3 يناير 1977) مؤرخًا أمريكيًا ومنظرًا في تطور الحضارات. يُذكر لعمله في التدريس بصفة أستاذ في جامعة جورجتاون، ولكتابته عن المؤامرات العالمية، التي جادل فيها أن نخبة مصرفية إنجليزية أمريكية تعمل معًا منذ قرون لنشر قيم معينة على مستوى العالم.

## حياته الشخصية والمهنية
وُلد كويغلي في بوسطن، وارتاد جامعة هارفرد، حيث درس التاريخ وحصل على شهادة البكالوريوس والماجستير والدكتوراه. درّس في جامعة برنستون، ثم في هارفرد، ثم منذ عام 1941 حتى 1976 في كلية العلاقات الخارجية في جامعة جورجتاون.
منذ عام 1941 حتى 1972، درّس مُقررًا مدته فصلين دراسيين في جورجتاون حول تطور الحضارات. وفقًا لتأبينه في صحيفة ذا واشنطن ستار، أكد الكثير من خريجي كلية العلاقات الخارجية في جورجتاون على أن هذا المُقرر كان «الأكثر تأثيرًا في حياتهم المهنية الجامعية».
بالإضافة إلى عمله الأكاديمي، شغل كويغلي منصب مستشار لدى وزارة الدفاع الأمريكية والبحرية الأمريكية ومؤسسة سميثسونيان ولجنة اختيار مجلس النواب للملاحة الفضائية واستكشاف الفضاء في الخمسينيات من القرن الماضي. كان مُراجع كتب أيضًا لدى صحيفة ذا واشنطن ستار، ومساهمًا وعضوًا في هيئة تحرير مجلو كَرّينت هيستوري.
تقاعد كويغلي من عمله في جورجتاون في يونيو 1976 بعد أن كرمته هيئة الطلاب بجائزة الكلية للعام الرابع على التوالي. توفي في العام التالي في مشفى جامعة جورجتاون إثر نوبة قلبية.

## استنتاجاته الكبرى

### التنوع الشامل
أكدت أعمال كويغلي على التنوع الشامل باعتباره قيمة جوهرية للحضارة الغربية، مقارنًا إياه بثنائية أفلاطون. اختتم كتابه المأساة والأمل بتمني أن يتمكن الغرب من «استئناف تطوره وفق أنماطه القديمة من التنوع الشامل». من دراسته للتاريخ: «من الواضح أن الغرب يؤمن بالتنوع لا بالتماثل، وبالتعددية لا بالأحادية أو الثنائية، وبالتضمين لا بالإقصاء، وبالحرية لا بالسلطة، وبالحقيقة لا بالقوة، وبالتغيير لا بالتدمير، وبالفرد لا بالمنظمة، وبالمهادنة لا بالنصر، وبالتغاير لا بالتجانس، وبالنسبيات لا بالمطلقات، وبالمقاربات لا بالأجوبة الحاسمة».
شدد كويغلي على أن أي تعصب أو تزمت في الممارسات الدينية للغرب شذوذ عن طبيعته الشمولية والتنوعية. أشار كويغلي إلى التسامح والمرونة في معتقد توما الأكويني بأن الحقيقة اللاهوتية تتكشف بمرور الوقت عبر الحوار ضمن المجتمع المسيحي، والذي يمكن المجتمع من التكيُف مع عالم متغير.

### المؤسساتية وسقوط الحضارات
بعد دراسته نشأة الحضارات وسقوطها، «وجد كويغلي تفسير التفكُك في التحوير التصاعدي ’للأدوات‘ المجتمعية إلى ’مؤسسات‘، أي تحوير الترتيبات الاجتماعية التي تعمل لتلبية الحاجات الاجتماعية الحقيقية إلى مؤسسات اجتماعية تخدم أهدافها الخاصة بصرف النظر عن الحاجات الاجتماعية الحقيقية».

### الأسلحة والديمقراطية
من الدراسة التاريخية للأسلحة والديناميات السياسية، استخلص كويغلي أن سمات الأسلحة هي المؤشر الرئيس للديمقراطية. لا تميل الديمقراطية إلى الظهور إلا عندما يكون من السهل على الأفراد شراء أفضل الأسلحة المتوفرة واستخدامها. يفسر هذا سبب ندرة حدوث الديمقراطية في التاريخ البشري.
في العقد الأول من القرن التاسع عشر (وكانت الذروة في العقد الثامن من القرن نفسه)، كانت المسدسات أفضل الأسلحة المتوفرة. في أمريكا، كان بمقدور الجميع تقريبًا شراء مسدس، ويمكنه تعلم استخدامه بسهولة تامة. ولم يكن بوسع الحكومة فعل شيء، فصار عصر الجيوش الجماهيرية من الجنود المدنيين حاملي المسدسات. (بصورة مشابهة، كانت اليونان البيركليسية عصر الجنود المدنيين والديمقراطية).
في العقد الأول من القرن العشرين، توفرت الأسلحة الباهظة والاختصاصية (مثل الدبابات والقاذفات)، وهيمن الجنود المتخصصون على الجنود المدنيين. لاحظ كويغلي أن مذبحة الحرب العالمية الأولى (1914- 1918) كانت نتيجة عدم التوافق بين الجيوش التقليدية (الجنود المدنيين) والأسلحة المتاحة (الرشاشات التي استُخدمت للدفاع).